# Thần cá thể
Thần cá thể (cũng gọi thần có vị cách, thần vị cách hóa hay thần hữu ngã) là quan niệm rằng thần linh có thể coi như—và có thể gọi là—một nhân vị. Ý niệm về một Thiên Chúa cá thể là một trong những đặc tính của thuyết độc thần. Trong Kinh sách của Do Thái giáo, Ki-tô giáo, và Hồi giáo, Chúa trời được hiểu và được miêu tả như là một con người. Ví dụ, trong Ngũ Thư, Chúa trời tỏ mình ra cho các ngôn sứ và biểu lộ các ý muốn, cảm xúc (như giận dữ, buồn phiền và hài lòng), ý định, và các đặc tính khác của con người. Tuy nhiên, ý niệm về Thiên Chúa hữu ngã không giống với nhân hóa). Mối quan hệ nhân vị với Chúa có thể được miêu tả giống như các mối quan hệ của con người, ví dụ như nói về Chúa như một người Cha trong Kitô giáo hay như một người Bạn trong Hồi giáo Sufi.